# Találd ki, ki jön vacsorára!
A Találd ki, ki jön vacsorára! (eredeti cím: Guess Who's Coming to Dinner) 1967-ben bemutatott amerikai romantikus filmvígjáték. Ez volt a kilencedik és egyben utolsó közös filmje Katharine Hepburn-nek és Spencer Tracy-nek.

## Cselekmény
Joey Drayton és John Prentice szerelmesek lesznek egymásba egy hawaii úton. A lány szülei nem nézik jó szemmel ezt a kapcsolatot, pedig még nem találkoztak John-nal. Matt és Christina Drayton azonban nem is kívánja megismerni a fiúval, ám Joey ezt máshogy gondolja: szerelmét és szüleit meghívja egy közös vacsorára, és a szülők csak annyit tudhatnak a vendégről, hogy kiléte „meglepetés”. A konzervatív értékeket valló, tipikus amerikai házaspárnak szembesülnie kell azzal, hogy lányuk vőlegénye színesbőrű. A fiatalembert az sem teszi elfogadhatóvá a számukra, hogy köztiszteletben álló orvos, aki minden bizonnyal megfelelően gondját tudná viselni lányuknak. Ellenérzéseiket a fiú szülei is osztják: ők sem nézik jó szemmel a tervezett házasságot…

## Szereplők
| Szereplő               | Színész            | Magyar hang                                 | Magyar hang        |
| Szereplő               | Színész            | 1. magyar változat (Magyar Televízió, 1979) | 2. magyar változat |
| ---------------------- | ------------------ | ------------------------------------------- | ------------------ |
| Matt Drayton           | Spencer Tracy      | Ráday Imre                                  | Gruber Hugó        |
| Dr. John Wade Prentice | Sidney Poitier     | Juhász Jácint                               | Kálid Artúr        |
| Christina Drayton      | Katharine Hepburn  | Tolnay Klári                                | Törőcsik Mari      |
| Joey Drayton           | Katharine Houghton | Borbás Gabi                                 | Kiss Eszter        |
| Monsignor Ryan         | Cecil Kellaway     | Képessy József                              | Versényi László    |
| Mrs. Prentice          | Beah Richards      | ?                                           | ?                  |
| Mr. Prentice           | Roy Glenn          | Szabó Ottó                                  | ?                  |
| Tillie                 | Isabel Sanford     | ?                                           | Martin Márta       |
| Hilary St. George      | Virginia Christine | ?                                           | Tóth Judit         |
| Carhop                 | Alexandra Hay      | ?                                           | ?                  |
| Dorothy                | Barbara Randolph   | ?                                           | ?                  |
| Frankie                | D'Urville Martin   | ?                                           | ?                  |
| Peter                  | Tom Heaton         | ?                                           | ?                  |
| Judith                 | Grace Gaynor       | ?                                           | ?                  |

## Díjak és jelölések
Oscar-díj (1968)
- díj: legjobb női főszereplő – Katharine Hepburn
- díj: eredeti forgatókönyv – William Rose
- jelölés: legjobb film – Stanley Kramer
- jelölés: legjobb rendező – Stanley Kramer
- jelölés: legjobb férfi főszereplő – Spencer Tracy
- jelölés: legjobb férfi mellékszereplő – Cecil Kellaway
- jelölés: legjobb női mellékszereplő – Beah Richards
- jelölés: legjobb látványtervezés – Robert Clatworthy, Frank Tuttle
- jelölés: legjobb vágás – Robert C. Jones
- jelölés: legjobb filmzene – Frank De Vol

David di Donatello-díj (1968) 
- díj: legjobb idegen nyelvű film – Stanley Kramer

Golden Globe-díj (1968) 
- jelölés: legjobb rendező – Stanley Kramer
- jelölés: legjobb női mellékszereplő – Beah Richards
- jelölés: legígéretesebb fiatal színésznő – Katharine Houghton
- jelölés: legjobb színésznő – drámai kategória – Katharine Hepburn
- jelölés: legjobb színész – drámai kategória – Spencer Tracy
- jelölés: legjobb film – drámai kategória
- jelölés: legjobb forgatókönyv – William Rose

BAFTA-díj (1969)
- díj: legjobb női alakítás: Katharine Hepburn
- díj: legjobb férfi alakítás: Spencer Tracy